# Dipòsit d'Àlxar
El dipòsit d'Àlxar és un dipòsit hidrotermal de baixa temperatura d'or, arsènic, antimoni i tal·li al municipi de Kavadarci, al sud de Macedònia del Nord. Durant un temps, entre 1880 i 1908, va ser explotada la part del dipòsit rica en tal·li. Quan era activa, la mina Crven Dol, va produir unes 500 tones de tal·li. El mineral lorandita, descobert en aquest jaciment, es fa servir per determinar el flux de neutrins solars.

## Geologia i mineria
Àlxar és un dipòsit d'or de tipus Carlin, similar als trobats al Carlin Unconformity, a l'estat de Nevada dels Estats Units. S'hi troba una mineralització disseminada d'or, arsènic, antimoni, tal·li i mercuri en carbonats del Triàsic, dolomies i toves volcàniques intercalades del Terciari, i toves fèlsiques del Pliocè.
La mina Crven Dol va explotar la capa del jaciment rica en antimoni i tal·li, i pobre en arsènic. Els minerals que més abundants en aquesta part del jaciment són realgar, orpiment, pirita amb contingut d'arsènic i marcassita. Durant el temps que es va explotar la mina se'n va produir antimoni, arsènic i tal·li.

## Minerals descoberts al dipòsit d'Àlxar
Aquestes són les espècies descobertes en aquest dipòsit:
| Espècie        | Etimologia                                                                      |
| Bernardita     | Del mineralogista txec Jan H. Bernard.                                          |
| Dorallcharita  | Del francès doré, pel seu color daurat, i Àlxar, l'indret on va ser descoberta. |
| Jankovićita    | Pel professor S. Janković pel seu treball en la mineralogia i geologia d'Àlxar. |
| Lorandita      | Pel físic, matemàtic i polític hongarès Loránd Eötvös.                          |
| Parapierrotita | Per la seva estreta relació amb la pierrotita.                                  |
| Picotpaulita   | Del mineralogista francès Paul Picot.                                           |

| Espècie                | Etimologia                                                            |
| Raguinita              | Pel professor de geologia mineria Eugene Raguin.                      |
| Rebulita               | Pel geòleg i enginyer de mines eslovè anomenat Rebula.                |
| Simonita               | Per Simon Engel, el fill del descriptor principal de l'espècie.       |
| Tal·liofarmacosiderita | Pel seu contingut en tal·li i la seva relació amb la farmacosiderita. |
| Vrbaïta                | Pel professor de mineralogia Karl Vrba.                               |